# Stelis steyermarkii
Stelis steyermarkii är en orkidéart som beskrevs av Ernesto Foldats. Stelis steyermarkii ingår i släktet Stelis och familjen orkidéer. Inga underarter finns listade i Catalogue of Life.